# Макки, Уильям
Уильям Макки (англ. William McKie; 1886—1956) — британский вольный борец, бронзовый призёр летних Олимпийских игр 1908.
На Играх 1908 в Лондоне Макки соревновался в весовой категории до 60,3 кг. Выиграв одну схватку, он проиграл в полуфинале, но смог победить во встрече за третье место и получил бронзовую медаль.